# Zamach na Icchaka Rabina

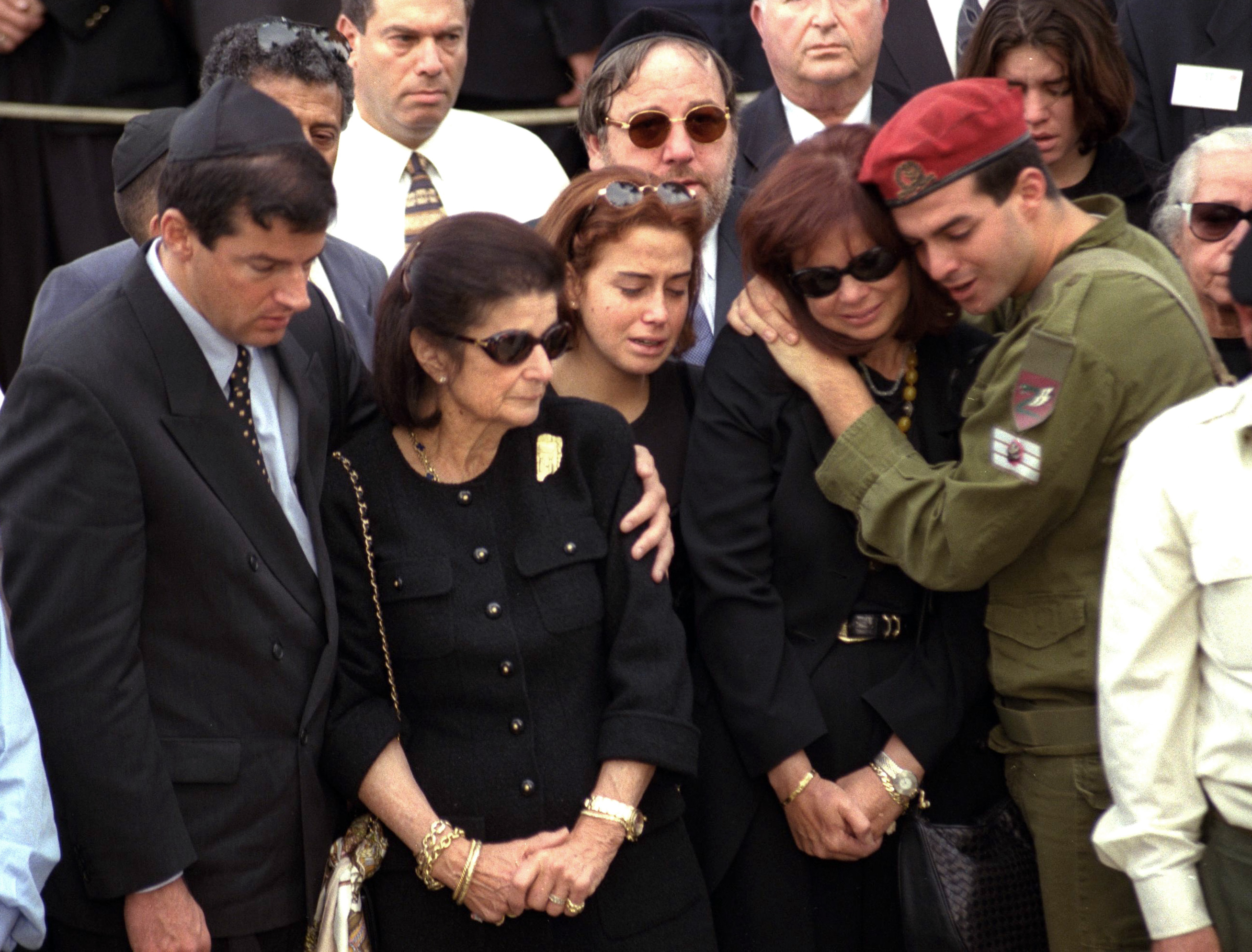
Rodzina Icchaka Rabina podczas pogrzebu: syn Juwal, żona Le’a, wnuczka No’a, córka Dalja i wnuk Jonatan

Zamach na Icchaka Rabina – zamach na premiera Izraela Icchaka Rabina dokonany przez ultraprawicowego nacjonalistę Jigala Amira 4 listopada 1995 w Tel Awiwie na placu Królów Izraela. Zamachowiec strzelił dwukrotnie, trafiając premiera w płuca. W wyniku ran Rabin zmarł 40 minut później w szpitalu.

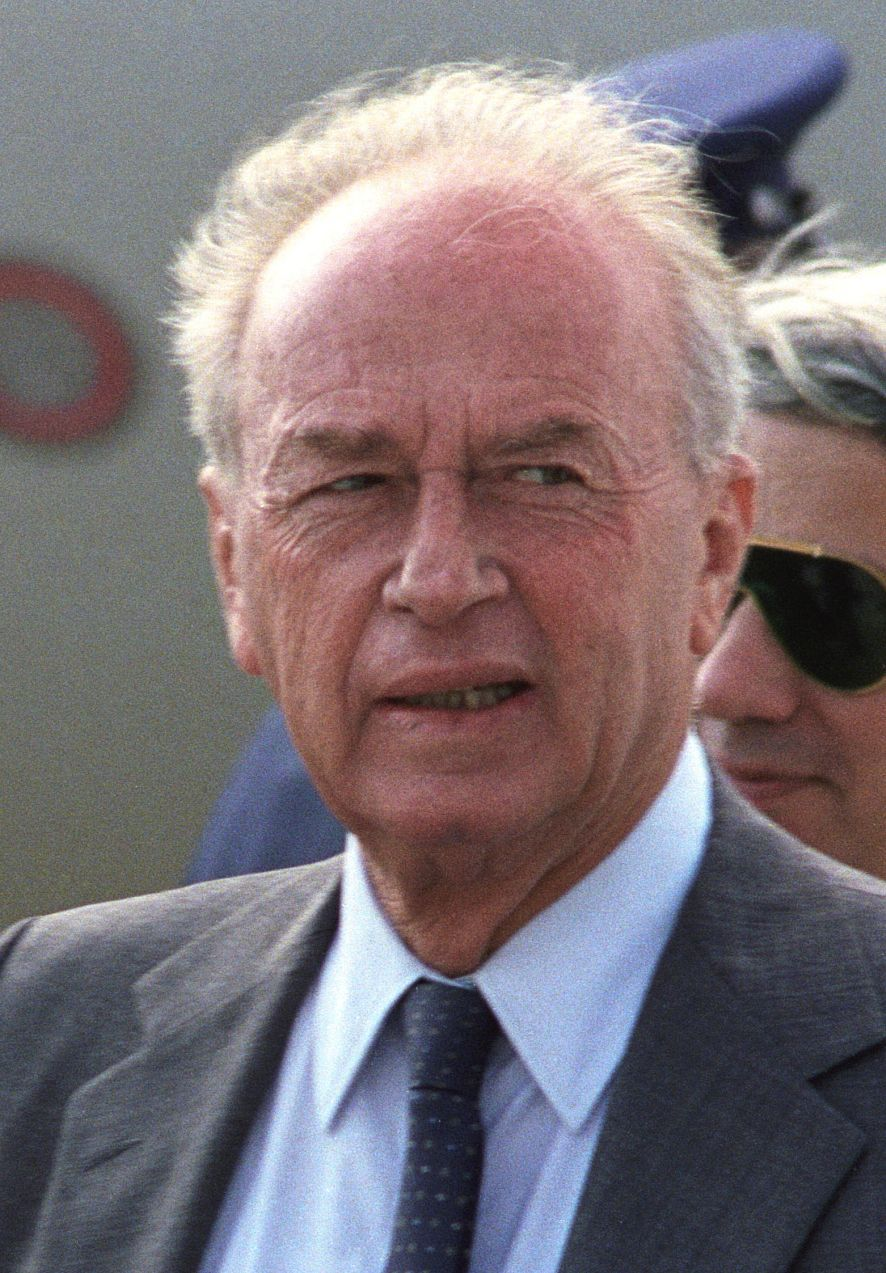
Icchak Rabin
(1922–1995)

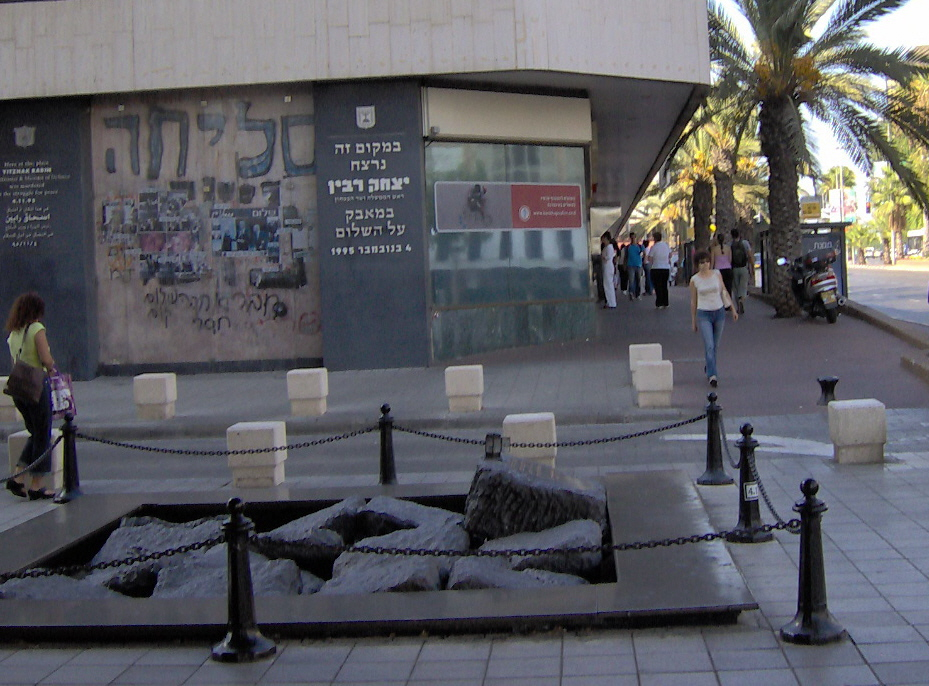
Monument w Tel Awiwie upamiętniający miejsce zabójstwa Icchaka Rabina

Amir dokonał zamachu w geście sprzeciwu wobec pokojowej polityki Rabina względem Palestyńczyków i próbom rozwiązania konfliktu izraelsko-palestyńskiego w myśl hasła „ziemia za pokój”, a w szczególności wobec porozumień z Oslo, które stały się podstawą prawną do powstania Autonomii Palestyńskiej. Rozpoczęcie procesu pokojowego przyniosło Rabinowi oraz z ministrowi spraw zagranicznych Szimonowi Peresowi i przywódcy OWP Jasirowi Arafatowi Pokojową Nagrodę Nobla, ale stało się także przyczynkiem do wielkich protestów izraelskiej prawicy. Doprowadziły one do atmosfery sprzyjającej zamachowi.
Po wyborach parlamentarnych w Izraelu w 1996 do władzy powróciła prawica z Likudem na czele, premierem nowego rządu został Binjamin Netanjahu, a proces pokojowy został znacząco spowolniony.
Jigal Amir w czasie procesu powoływał się na religijne zasady, które pozwalały mu na zabicie „zdrajcy Izraela”. Został skazany na dożywotnie pozbawienie wolności.
Dla upamiętnienia zabitego męża stanu, plac, na którym zginął, nazwano jego imieniem.